# Ellbachsee (Schonwald)
Das Gebiet Ellbachsee ist ein mit Verordnung vom 11. Dezember 2000 durch die Körperschaftsforstdirektion Freiburg ausgewiesener Schonwald (Schutzgebiet-Nummer 200269) bei Baiersbronn im Landkreis Freudenstadt in Baden-Württemberg.

## Lage
Das Schutzgebiet befindet sich nördlich von Kniebis. Es liegt im Staatswald Baiersbronn auf Teilen der Flurstücke Nr. 3027/2 und 3027/5 und umfasst die Abteilung 19 des Distriktes 6 „Seehalde“.
Der Schonwald ist Teil des FFH-Gebiets Wilder See-Hornisgrinde und Oberes Murgtal und er ist Teil des Vogelschutzgebiets Nordschwarzwald.
Das Naturdenkmal Ellbachsee bildet das Zentrum des Schonwalds.

## Vegetation
Im Schonwald kommen laut Waldbiotopkartierung der Karmulde des Ellbachsees die folgenden Pflanzen vor:
Weiß-Tanne, Berg-Ahorn, Grauer Alpendost, Schwarz-Erle, Grau-Erle, Wald-Frauenfarn, Rippenfarn, Sumpfdotterblume,
Bitteres Schaumkraut, Winkel-Segge, Behaarter Kälberkropf, Wechselblättriges Milzkraut, Gegenblättriges Milzkraut, Gemeine Hasel,
Sumpf-Pippau, Drahtschmiele, Roter Fingerhut, Breitblättriger Dornfarn, Wurmfarn, Wald-Schachtelhalm, Rotbuche,
Wald-Schwingel, Riesen-Schwingel, Mädesüß, Faulbaum, Ruprechtskraut, Habichtskraut, Tannenbärlapp,
Großes Springkraut, Flatter-Binse, Schwarze Heckenkirsche, Rote Heckenkirsche, Ausdauerndes Silberblatt, Wald-Hainsimse,
Sprossender Bärlapp, Hain-Gilbweiderich, Pfeifengräser, Wald-Sauerklee, Einbeere, Ährige Teufelskralle, Gemeine Fichte,
Quirlblättrige Weißwurz, Hasenlattich, Hohe Schlüsselblume, Adlerfarn, Himbeere, Brombeeren, Berg-Sauerampfer, Ohr-Weide,
Roter Holunder, Vogelbeere, Hain-Sternmiere, Bergfarn, Heidelbeere.

## Schutzzweck
Der Schutzzweck des Schonwalds ist gemäß Schutzgebietsverordnung
- die Sicherung der weitgehend unbeeinflussten Entwicklung des Bergwaldökosystems an der steilen Karwand mit seinen Tier- und Pflanzenarten;
- die Erhaltung und Erneuerung der typischen Hochmoor-Pflanzengesellschaften und
- die Erhaltung der Seefläche des Ellbachsees mit seinen floristischen und faunistischen Besonderheiten.

## Betreuung
Wissenschaftlich betreut wird der Schonwald durch die Forstliche Versuchs- und Forschungsanstalt Baden-Württemberg (BVA).